# Exist Trace
exist†trace (яп. イグズィストトレイス) — женская японская метал-группа в стиле Visual kei. Была основана в Токио в июне 2003 года. На данный момент группа выпустила 3 альбомa, 9 EP, 9 синглов, 1 компиляция и 2 демозаписи. 20 мая 2022 года состоялся релиз альбома "NEO JAPANESE HEROINE" - сборника лучших песен группы с 2016 по 2020 годы.

## Состав
- Вокал: Jyou (ジョウ)
- Лид-гитара: Omi (乙魅)
- Ритм-гитара, вокал: Miko (ミコ)
- Бас-гитара: Naoto (猶人)
- Ударные: Mally (マリ)

### Бывшие участники
- Гитара: Yama (耶摩)

## История
exist†trace была создана 15 июня 2003 года при участие Jyou, Naoto и Mally. Позднее к группе присоединилась Miko. Их дебютный концерт состоялся несколькими месяцами позже, 28 декабря 2003 года. В феврале 2004 они выпустили первую демозапись «Hai no Yuki». В следующем месяце основной состав участниц был дополнен лид-гитаристкой Omi, ставшей заменой участницы, выступавшей под псевдонимом Yama. В таком составе группа продолжила выступать с концертами и в июле выпустили второе демо «Kokumu», также распространявшееся бесплатно. В августе 2005 года группа выпустила свой первый сингл, получивший название «Ambivalence». 2006 год ознаменовался выпуском их второго («Riot») и третьего («Funeral Bouquet») синглов, в феврале и июле соответственно. Начиная с этого времени популярность группы стала расти. В ноябре они выступили на специальном мероприятии Sequence Records в Meguro Rock May Can, запись которого была выпущена на DVD в марте 2007 года. Несколькими днями позже одна из песен группы вышла в альбоме SUMMIT 03 вместе с SULFURIC ACID и HIZAKI. 2006-й год закончился релизом первого мини-альбома «Annunciation -of the heretic elegy-». В первый выпуск также вошёл DVD с их первым клипом JUDEA.
Группа начала 2007 год релизом 2-го макси-сингла «Liquid» в январе, и присоединилась к Gemmik для проведения совместного тура в том же месяце. Май ознаменовался выпуском сборника от Sequence Records, куда также вошла и последняя песня группы, Corrosion. В поддержку вышедшего сингла прошёл сольный концерт. 19 ноября 2008 года вышел в свет первый полноформатный альбом группы, «Recreation Eve». Так же с успехом прошёл европейский тур по Германии, Франции и Финляндии совместно с группой Black:List.
В январе 2009 года группа сменила лейбл Sequence Records на Monster’s Inc.. Новое PV «Vanguard» и новый мини-альбом Vanguard -of the muses- (релиз которого состоялся 22 апреля 2009 года) группа выпустила будучи на этом лейбле. 6 июня 2009 года группа дала свой первый сольный концерт в Meguro Rockmaykan под названием «Genesis Vanguards». 21 октября группа выпустила свой следующий миньён Ambivalent Symphony.
В начале июня 2010 года группа выпустила сингл «Knife». 3 ноября 2010 года у группы появился свой канал на YouTube. В тот же день состоялся релиз нового альбома под названием Twin Gate, в который вошли 6 старых треков, а также 4 новых композиции. 16 октября состоялось выступление в поддержку релиза. На шоу «Meaning of Liberty #2» помимо Exist†Trace выступили e: cho, Wistaria, Cla vi us и MUSES. Североамериканский дебют группы состоялся на Sakura-Con 2011 в Сиэтле, штат Вашингтон, США, который прошёл с 22 по 24 апреля.
В 2011 году группа сменила лейбл на Tokuma Japan Communications, впоследствии ознаменовав свой мейджер-дебют выходом 15 июня 2011 года мини-альбома TRUE. Первый же сольный концерт в статусе мейджер состоялся 18 июня в SHIBUYA BOXX.
19 октября 2011 года Exist†trace выпустили свой новый мини-альбом под названием «The Last Daybreak», состоящий из пяти совершенно новых песен. 22 марта 2012 года Exist†trace вернулась в Америку (в Бостон, Нью-Йорк, Филадельфию и Питтсбург) на мероприятие Tekkoshocon 2012. 23 мая 2012 года Exist†trace выпустили свой новый альбом «Virgin», состоящий из 13 песен, 8 из которых новые.
В 2013 году группа объявила переход на NEW WORLD и попросила фанатов «им не мешать и дать делать то, что они хотят», способствуя тем самым популяризации группы через изменение имиджа и облегчение саунда. 3 июля 2013 года в рамках объявленного состоялся выход сингла «Diamond». 14 мая 2014 года состоялся релиз сингла «Spiral Daisakusen», 24 сентября же вышел новый альбом WORLD MAKER, включающий в себя материал с двойным вокалом гитаристки и лидера группы Miko и основной вокалистки Jyou.
2015 год был ознаменован выходом двух синглов - "TWIN WINGS" (19.04.15) и "Shout Out" (19.07.15), которые позднее вошли мини-альбом "THIS IS NOW", вышедший в марте 2016 года. В том же году группа выпустила EP "ROYAL STRAIGHT MAGIC" (ноябрь 2016-го), и взяла перерыв в дискографии на четыре года, чтобы вновь порадовать своих поклонников 29.07.20, когда вышел EP "The Only Garden", в основном состоявший из песен, сыгранных группой на концертах в течение 2017, 2018 и 2019 годов. Кроме концертной деятельности existtrace за этот период времени стали одними из организаторов (наряду с группой "LAST MAY JAGUAR") фестиваля "Rock Heroine Festival" для групп с женским вокалом (2019 год).

## Дискография

### Альбомы
- Twin Gate (November 3, 2010)
- Virgin (May 23, 2012)
- WORLD MAKER (September 24, 2014)

### Мини-альбомы
- Annunciation -The Heretic Elegy- (December 13, 2006)
- Demented Show (September 9, 2007)
- Vanguard -Of the Muses- (April 22, 2009)
- Ambivalent Symphony (October 21, 2009)
- True (June 15, 2011)
- The Last Daybreak (October 19, 2011)
- THIS IS NOW (March 16, 2016)
- ROYAL STRAIGHT MAGIC (November 16, 2016)
- The Only Garden (29.07.2020)

### Синглы
- «Ambivalence» (August 28, 2005)
- «Riot» (July 17, 2006)
- «Funeral Bouquet» (January 10, 2007)
- «Liquid» (July 18, 2007)
- «Knife» (June 2, 2010)
- «Diamond» (July 3,2013)
- «Spiral Daisakusen» (May 14, 2014)
- «Twin Wings» (April 19, 2015)
- «Shout Out» (July 19, 2015)

### Демо
- «Hai no Yuki» (灰ノ雪, February 22, 2004)
- «Kokumu» (黒霧, July 1, 2004)

### Omnibus
- Drive Up!! vol. 1 (April 15, 2005) Corrosion
- Summit 03 (November 29, 2006) Mabushii Hodo no Kurayami no Naka de (眩しい程の暗闇の中で)
- Deviant’s Struggle (June 20, 2007) liquid
- Fool’s Mate Select Omnibus Seduction#1 (December 16, 2007) Sacrifice Baby
- Summit 04 (January 30, 2008) Venom
- Summit 05 (December 10, 2008) Judea
- Shock Edge 2009 (October 14, 2009) Liquid
- Neo Voltage (May 26, 2010) Unforgive You
- Iron Angel (January 15, 2011) Liquid
- Final Summit 2000~2010 (February 16, 2011) Mabushii Hodo no Kurayami no Naka de (眩しい程の暗闇の中で)

### Компиляции
- "Recreation eve" (19.11.08)
- "NEO JAPANESE HEROINE" (20.05.22)

### DVD
- Silent Hill 2061125 Pavilion which deer barks (January 31, 2007) SACRIFICE BABY
- 0704272930 (September 18, 2007) Lilin/JUDEA
- Visual-kei DVD Magazine vol.4 V-Rock Special (March 31, 2010)
- Just Like a Virgin One Man Show (Shibuya O-WEST 23 June 2012)

## Видеоклипы
- JUDEA (2006)
- VANGUARD (2009)
- RESONANCE (2009)
- TRUE (2011)
- Daybreak ～13月の色彩～ (2011)
- GINGER (2012)
- DIAMOND (2013)
- Spiral Daisakusen (2014)
- WORLD MAKER (2014)
- DREAM RIDER (2016)
- EXISTENCE (2020)
- DROP (2021)